# Ukrajinská sociálně demokratická strana
Ukrajinská sociálně demokratická strana (zkratka USDP, cyrilicí УСДП, ukrajinsky Ukrajinska social-demokratyčna partija, cyrilicí Українська соціал-демократична партія, původně Ukrajinská sociálně demokratická strana Haliče a Bukoviny, Ukrajinska social-demokratyčna partija Halyčyny i Bukovyny, cyrilicí Українська соціал-демократична партія Галичини і Буковини) byla sociálně demokratická politická strana působící od konce 19. století mezi ukrajinskou populací Rakouska-Uherska, respektive Předlitavska, zejména v Haliči, později šlo o politickou stranu ukrajinské národní menšiny v meziválečném Polsku.

## Historie
Byla založena v září 1899 ve Lvově, zčásti z dosavadních příslušníků mladé generace Ukrajinské radikální strany. Mezi zakládajícími členy strany byli například Roman Jarosevyč, Mykola Hankevyč, Semen Vityk, Julian Bačynskyj, Jacko Ostapčuk nebo Andrij Šmigelskyj. Do roku 1907 šlo o autonomní sekci Polské sociálně demokratické strany Haliče a Slezska. Vztahy mezi oběma těmito sociálně demokratickými stranami trvale zatěžovaly spory v otázce státoprávního postavení Ukrajinců v Haliči. Hankevyč a Vityk byli stoupenci spolupráce s polskými soudruhy, zatímco jiná část strany (např. Lev Hankevyč) byla pro úplnou samostatnost ukrajinské sociální demokracie.
Své zástupce měla v celostátní Říšské radě, kam se ve volbách roku 1907 dostali dva její zástupci, Semen Vityk a Jacko Ostapčuk.
Po první světové válce zastávali její představitelé významné funkce v rámci krátce existující Západoukrajinské lidové republiky, vzniklé po rozpadu monarchie na územích převážně obývaných etnickými Ukrajinci. Sociální demokraté tehdy působili jako politická síla i v Ukrajinské lidové republice (na ukrajinských územích bývalé Ruské říše). Počátkem 20. let se strana přiklonila k sovětskému politickému vzoru. V roce 1923 pak komunistická frakce stranu ovládla, odstranila dosavadní vedení (Lev Hankevyč a Volodymyr Starosolskyj) a prohlásila stranu za součást Komunistické strany západní Ukrajiny. Roku 1924 byla strana polskými úřady zakázána. Roku 1928 obnovil Lev Hankevyč činnost samostatné Ukrajinské sociální demokracie z původním reformistickým programem. Strana byla členskou organizací druhé internacionály a spolupracovala s Polskou socialistickou stranou. Činnost vyvíjela až do roku 1939. V 30. letech ale neměla větší politický vliv.